# Pavel Francouz
Pavel Francouz (* 3. června 1990 Plzeň) je bývalý český hokejový brankář. V roce 2013 a 2014 se zúčastnil mistrovství světa v ledním hokeji jako třetí brankář. V roce 2015 přispěl vysokou měrou k titulu HC Verva Litvínov. V roce 2018 podepsal roční smlouvu s týmem Colorado Avalanche. V roce 2019 tuto smlouvu prodloužil. V roce 2022 vyhrál Stanley Cup s týmem Colorado Avalanche, čímž se stal teprve třetím českým brankářem, který tuto trofej získal. Od května 2024 je hokejovým expertem České televize a od července 2024 je trenér brankářů týmu Colorado Eagles.

## Hráčská kariéra
S hokejem začínal v Plzni. Od roku 2008 nastupoval i v domácí nejvyšší soutěži za Plzeň. Odtud byl na několika střídavých startech v klubech 2. lize a 1. lize. Poté odešel nabírat zkušenosti do prvoligového týmu HC Slovan Ústečtí Lvi. V Ústí nad Labem působil dvě sezóny. Po sezóně 2011/2012 o něj měly zájem hned tři extraligové týmy: HC Oceláři Třinec (za který odehrál už jeden zápas v rámci střídavého startu v sezóně 2011/2012), Piráti Chomutov (extraligový nováček) a HC Verva Litvínov, se kterým se nakonec dohodl. Od sezóny 2012/2013 chytá Tipsport extraligu za HC Verva Litvínov. 24. října 2012 vychytal za Litvínov svou první extraligovou nulu v kariéře (Litvínov vyhrál v Českých Budějovicích 3:0). Pro sezónu 2012/2013 byl vyhlášen nejlepším golmanem Extraligy. V sezóně 2014/2015 se mohl stát prvním brankářem, který vsítí branku. 26. září 2014 v utkání s Mountfield HK ho od tohoto rekordu dělilo půl sekundy, kdy Pavel Francouz při power play soupeře přestřelil celé hřiště a puk dojel do branky o půl sekundy po konečné siréně. 23. dubna 2015 získal s Litvínovem první titul v klubové historii, když porazili HC Oceláři Třinec na jeho ledě v sedmém zápase 2:0.

## Trenérská kariéra
Po konci kariéry dostal od generálního manažera týmu Colorado Eagles nabídku na pozici trenéra brankářů, aby nahradil odcházejícího trenéra Petera Budaje. Nabídku přijal a od července 2024 zastává tuto pozici.

## Ocenění a úspěchy
- 2007 ČHL-18 – Nejvíce vítězství
- 2009 ČHL-20 – Nejnižší průměr
- 2009 ČHL-20 – Nejúspěšnější brankář
- 2009 ČHL-20 – Nejvíce čistých nul
- 2011 1.ČHL – Nejnižší průměr
- 2011 1.ČHL – Nejúspěšnější brankář
- 2011 1.ČHL – Nejvíce čistých nul
- 2011 1.ČHL – Nejnižší průměr v playoff
- 2013 ČHL – Nejlepší brankář
- 2013 ČHL – Nejvíce vítězství
- 2015 ČHL – Nejlepší brankář
- 2015 ČHL – Nejúspěšnější brankář
- 2015 ČHL – Nejvíce čistých nul
- 2015 ČHL – Nejvíce vítězství
- 2015 ČHL – Nejnižší průměr v playoff
- 2015 ČHL – Nejúspěšnější brankář v playoff
- 2015 ČHL – Cena Václava Paciny
- 2017 KHL – Utkání hvězd
- 2017 KHL – Nejúspěšnější brankář
- 2017 MS – Top tří nejlepších hráčů
- 2018 KHL – Nejlepší brankář
- 2018 KHL – Nejúspěšnější brankář
- 2018 KHL – První All-Star Tým
- 2018 KHL – Brankář měsíce ledna 2019
- 2019 AHL – All-Star Game

## Prvenství

### ČHL
- Debut – 2. listopadu 2008 (HC Slavia Praha proti HC Lasselsberger Plzeň)
- První inkasovaný gól – 23. prosince 2008 (HC Litvínov proti HC Lasselsberger Plzeň, českým útočníkem Jakubem Černým)
- První čisté konto – 24. října 2012 (HC Mountfield proti HC Verva Litvínov)

### KHL
- Debut – 26. září 2015 (Traktor Čeljabinsk proti Avtomobilist Jekatěrinburg)
- První inkasovaný gól – 26. září 2015 (Traktor Čeljabinsk proti Avtomobilist Jekatěrinburg, ruským útočníkem Artjom Garejev)
- První čisté konto – 23. října 2016 (Admiral Vladivostok proti Traktor Čeljabinsk)

### NHL
- Debut – 22. prosince 2018 (Arizona Coyotes proti Colorado Avalanche)
- První inkasovaný gól – 22. prosince 2018 (Arizona Coyotes proti Colorado Avalanche, kanadským útočníkem Brad Richardson)
- První čisté konto – 21. února 2020 (Anaheim Ducks proti Colorado Avalanche)

## Klubová statistika

### Základní části
| Sezona       | Tým                       | Liga         | Z  | V  | P  | Pvp | MIN   | OG  | ČK | POG  | %ChS |
| ------------ | ------------------------- | ------------ | -- | -- | -- | --- | ----- | --- | -- | ---- | ---- |
| 2007–08      | HC Lasselsberger Plzeň 20 | ČHL-20       | 37 | 25 | 12 | 0   | 2163  | 95  | 4  | 2.64 | .915 |
| 2008–09      | HC Lasselsberger Plzeň 20 | ČHL-20       | 20 | 16 | 4  | 0   | 1205  | 35  | 6  | 1.74 | .953 |
| 2008–09      | HC Škoda Plzeň            | ČHL          | 15 | 6  | 9  | 0   | 709   | 35  | 0  | 2.96 | .922 |
| 2008–09      | SHC Klatovy               | 2.ČHL        | 1  | 0  | 1  | 0   | 25    | 4   | 0  | 9.60 | .000 |
| 2009–10      | HC Plzeň 1929 20          | ČHL-20       | 6  | 6  | 0  | 0   | 360   | 11  | 0  | 1.83 | .948 |
| 2009–10      | HC Plzeň 1929             | ČHL          | 8  | 3  | 5  | 0   | 469   | 29  | 0  | 3.71 | .867 |
| 2009–10      | HC Tábor                  | 1.ČHL        | 9  | 5  | 4  | 0   | 546   | 22  | 0  | 2.42 | .906 |
| 2009–10      | SK Horácká Slavia Třebíč  | 1.ČHL        | 4  | 2  | 2  | 0   | 238   | 7   | 1  | 1.76 | .948 |
| 2010–11      | HC Slovan Ústečtí Lvi 20  | ČHL-20       | 29 | 10 | 13 | 3   | 1527  | 87  | 0  | 3.42 | .896 |
| 2010–11      | SK Horácká Slavia Třebíč  | 1.ČHL        | 15 | 9  | 6  | 0   | 913   | 27  | 3  | 1.77 | .952 |
| 2010–11      | HC Slovan Ústečtí Lvi     | 1.ČHL        | 15 | 10 | 5  | 0   | 922   | 32  | 1  | 2.08 | .926 |
| 2011–12      | HC Slovan Ústečtí Lvi     | 1.ČHL        | 16 | 12 | 4  | 0   | 947   | 28  | 3  | 1.77 | .939 |
| 2011–12      | HC Oceláři Třinec         | ČHL          | 1  | 0  | 1  | 0   | 40    | 4   | 0  | 6.00 | .800 |
| 2012–13      | HC Verva Litvínov         | ČHL          | 46 | 26 | 20 | 0   | 2706  | 117 | 1  | 2.59 | .920 |
| 2013–14      | HC Verva Litvínov         | ČHL          | 48 | 24 | 24 | 0   | 2906  | 98  | 6  | 2.02 | .932 |
| 2014–15      | HC Verva Litvínov         | ČHL          | 46 | 32 | 12 | 0   | 2711  | 94  | 7  | 2.08 | .931 |
| 2015–16      | Traktor Čeljabinsk        | KHL          | 18 | 3  | 7  | 3   | 787   | 29  | 0  | 2.21 | .924 |
| 2016–17      | Traktor Čeljabinsk        | KHL          | 30 | 14 | 9  | 3   | 1719  | 41  | 5  | 1.43 | .953 |
| 2017–18      | Traktor Čeljabinsk        | KHL          | 35 | 15 | 11 | 5   | 1964  | 59  | 5  | 1.80 | .946 |
| 2018–19      | Colorado Eagles           | AHL          | 49 | 27 | 17 | 3   | 2803  | 125 | 3  | 2.68 | .918 |
| 2018–19      | Colorado Avalanche        | NHL          | 2  | 0  | 2  | 0   | 62    | 2   | 0  | 1.97 | .943 |
| 2019–20      | Colorado Avalanche        | NHL          | 34 | 21 | 7  | 4   | 1915  | 77  | 1  | 2.41 | .923 |
| 2021–22      | Colorado Eagles           | AHL          | 4  | 3  | 1  | 0   | 237   | 6   | 1  | 1.52 | .945 |
| 2021–22      | Colorado Avalanche        | NHL          | 21 | 15 | 5  | 1   | 1201  | 51  | 2  | 2.55 | .916 |
| 2022–23      | Colorado Avalanche        | NHL          | 16 | 8  | 7  | 1   | 965   | 42  | 1  | 2.61 | .915 |
| Celkem v KHL | Celkem v KHL              | Celkem v KHL | 83 | 32 | 27 | 11  | 4,470 | 129 | 10 | 1.73 | .945 |
| Celkem v NHL | Celkem v NHL              | Celkem v NHL | 73 | 44 | 21 | 6   | 4,141 | 172 | 4  | 2.49 | .919 |

### Play-off
| Sezona       | Tým                      | Liga         | Z  | V  | P | MIN   | OG | ČK | POG  | %ChS |
| ------------ | ------------------------ | ------------ | -- | -- | - | ----- | -- | -- | ---- | ---- |
| 2007–08      | HC Plzeň                 | ČHL-20       | 5  | 2  | 3 | 299   | 12 | 0  | 2.41 | .926 |
| 2008–09      | HC Plzeň                 | ČHL          | 5  | 0  | 2 | 156   | 5  | 0  | 1.92 | .941 |
| 2009–10      | HC Plzeň                 | ČHL-20       | 2  | 1  | 1 | 120   | 4  | 0  | 2.00 | .944 |
| 2009–10      | SK Horácká Slavia Třebíč | 1.ČHL        | 9  | 5  | 4 | 553   | 25 | 0  | 2.71 | .926 |
| 2010–11      | HC Slovan Ústečtí Lvi    | 1.ČHL        | 10 | 9  | 1 | 602   | 18 | 0  | 1.79 | .944 |
| 2012–13      | HC Litvínov              | ČHL          | 7  | 3  | 4 | 440   | 16 | 2  | 2.18 | .935 |
| 2014–15      | HC Litvínov              | ČHL          | 17 | 12 | 5 | 1045  | 24 | 4  | 1.38 | .953 |
| 2016–17      | Traktor Čeljabinsk       | KHL          | 6  | 2  | 4 | 335   | 12 | 0  | 2.15 | .924 |
| 2017–18      | Traktor Čeljabinsk       | KHL          | 12 | 6  | 5 | 696   | 22 | 0  | 1.90 | .949 |
| 2018–19      | Colorado Eagles          | AHL          | 4  | 1  | 3 | 236   | 13 | 0  | 3.31 | .895 |
| 2019–20      | Colorado Avalanche       | NHL          | 6  | 2  | 4 | 316   | 17 | 1  | 3.23 | .892 |
| 2021–22      | Colorado Avalanche       | NHL          | 7  | 6  | 0 | 341   | 16 | 1  | 2.81 | .906 |
| Celkem v KHL | Celkem v KHL             | Celkem v KHL | 18 | 8  | 9 | 1,031 | 34 | 0  | 1.98 | .943 |
| Celkem v NHL | Celkem v NHL             | Celkem v NHL | 13 | 8  | 4 | 657   | 33 | 2  | 3.01 | .899 |

### Reprezentace
| Rok                    | Tým                    | Soutěž                 | Z  | V  | P | R | MIN  | OG | ČK | POG  | %ChS  |
| ---------------------- | ---------------------- | ---------------------- | -- | -- | - | - | ---- | -- | -- | ---- | ----- |
| 2008                   | Česko 18               | MS-18 D1               | 1  | 1  | 0 | 0 | 60   | 2  | 0  | 2.00 | .895  |
| 2010                   | Česko 20               | MSJ                    | 2  | 0  | 1 | 0 | 100  | 8  | 0  | 4.76 | .862  |
| 2013                   | Česko                  | MS                     | 2  | 0  | 0 | 0 | 7    | 0  | 0  | 0.00 | 1.000 |
| 2016                   | Česko                  | MS                     | 4  | 4  | 0 | 0 | 245  | 10 | 0  | 2.45 | .896  |
| 2017                   | Česko                  | MS                     | 4  | 3  | 1 | 0 | 241  | 6  | 1  | 1.49 | .910  |
| 2018                   | Česko                  | OH                     | 6  | 4  | 2 | 0 | 370  | 14 | 0  | 2.27 | .905  |
| 2018                   | Česko                  | MS                     | 5  | 4  | 1 | 0 | 303  | 12 | 1  | 2.38 | .904  |
| 2019                   | Česko                  | MS                     | 3  | 2  | 0 | 0 | 155  | 2  | 2  | 0.77 | .957  |
| Juniorská reprezentace | Juniorská reprezentace | Juniorská reprezentace | 3  | 1  | 1 | 0 | 160  | 10 | 0  | 3.85 | .882  |
| Seniorská reprezentace | Seniorská reprezentace | Seniorská reprezentace | 24 | 17 | 4 | 0 | 1321 | 44 | 4  | 2.00 | .910  |